# King Lover
Humphrey Mijland, beter bekend als King Lover, is een Nederlandse rapper van Surinaamse-Jamaicaanse afkomst. Hij houdt zich bezig met Engelstalige rap en reggae en werd bekend in de jaren '90 vanwege zijn bijdragen op nummers van T-Spoon (Sex on the beach, 1997), Definition Of Joy en 2 Brothers on the 4th Floor. In Polen en Taiwan scoorde hij diverse hits met zijn groep Da Luxe. Als solo-artiest had hij bescheiden succesjes met de nummers "Reggae 2000", "I started a joke" en "Come again".

## Steekpartij
Sinds circa 2003 woonde en werkte hij in Polen. In november 2007 haalde King Lover de media vanwege een steekpartij in de Poolse stad Wrocław. Nadat de rapper na een discotheekbezoek door dronken personen met racistische leuzen werd uitgescholden en bedreigd, verwondde hij drie Polen met een mes, waaronder een tijdelijk in een coma raakte. Hij werd veroordeeld tot vijf jaar gevangenisstraf en een geldboete.

## Discografie
- 1994: Stay with me 4 ever, bijdrage op album van Definition Of Joy
- 1995: Feel my riddim, bijdrage op single van Skibby
- 1995: I started a joke, single; bijdrage met Skibby
- 1996: Come again, single; bijdrage met Skibby
- 1997: Message of love, bijdrage op album van T-Spoon
- 1997: Here I come again, bijdrage op single van Skibby
- 1997: Reggae 2000, single; bijdrage met Far I Disciple
- 2000: Lord above, bijdrage op verzamelalbum; Social life - the album